# Friedrich Dedekind
Friedrich Dedekind (Neustadt am Rübenberge, 1525. – Lüneburg, 1598. február 27.) német költő.

## Életpályája
Édesapja Lüneburgban volt evangélikus pap 1576-tól. Dedekind még egyetemi tanuló korában írta meg latin nyelven legjobb, igen olvasott s idegen nyelvekre is (magyarra Csáktornyai Mátyás által a XVI. század végén) lefordított gúnyos tankölteményét, a Grobianust (Frankfurt 1549, 1200 disztichon, 1554-ben Grobiana pótlék járult hozzá), mely a neveletlen durvaságot mintául állítja oda és közvetlen szatírával jobb erkölcsökre kíván tanítani. Nyelvi s alaki tekintetben jóval gyengébbek német nyelven írt és a reformáció céljait szolgáló drámái: Der christliche Ritter (1576) és Papista Convertus (1596), melyek az igaz (protestáns) hívők szenvedéseit és az igaz hit győzelmét inkább száraz tanításokban, mint eleven cselekvényben szemléltetik.